# Сторврета
Сторврета (на шведски: Storvreta, на шведски се изговаря по-близко до Стурврета) е град в източна централна Швеция, община Упсала на лен Упсала. Намира се на около 60 km на северозапад от столицата Стокхолм и на около 15 km на север от Упсала. За първи път е споменат през 1539 г. Има жп гара. Населението на града е 6347 жители според данни от преброяването през 2010 г.